# Mastododera jansoni
Mastododera jansoni är en skalbaggsart som beskrevs av Waterhouse 1882. Mastododera jansoni ingår i släktet Mastododera och familjen långhorningar.
Artens utbredningsområde är Madagaskar. Inga underarter finns listade i Catalogue of Life.